# Лоїса (Пуерто-Рико)
Лоїса (ісп. Loíza, МФА: [loˈisa]) — муніципалітет Пуерто-Рико, острівної території у складі США. Заснований 1719 року.

## Географія
Площа суходолу муніципалітету складає 62 км² (67-е місце за цим показником серед 78 муніципалітетів Пуерто-Рико).

## Демографія
Станом на 2010 рік на території муніципалітету мешкало 30 060 ос.
Динаміка чисельності населення:

## Населені пункти
Найбільші населені пункти муніципалітету Лоїса:
| Населений пункт | Статус | Населення :   | Населення :   | Населення :   |
| Населений пункт | Статус | на 01.04.1990 | на 01.04.2000 | на 01.04.2010 |
| --------------- | ------ | ------------- | ------------- | ------------- |
| Лоїса           | Місто  | 4 300         | 4 123         | 3 875         |
| Суарес          | Селище | 2 438         | 2 276         | 1 931         |
| В'єкес          | Селище | 3 971         | 4 325         | 3 316         |